# 창원 정암사 신중도 및 초본
창원 정암사 신중도 및 초본(昌原 淨岩寺 神衆圖 및 草本)은 대한민국 경상남도 창원시 진해구 경화동 정암사에 있는 신중도이다. 2005년 10월 13일 경상남도의 유형문화재 제435호 진해 정암사 신중탱 및 초본으로 지정되었다가, 이후 현재의 명칭으로 변경되었다.

## 개요
이 작품은 현재 진해 정암사 주지실에 보관되어 있는 신중탱으로 화면의 상단에는 梵·帝釋天과 韋駄天을 배치하였고, 하단에는 日月天子와 八部衆, 天童과 天女 등을 배치한 군집구도로, 상단의 도상이 하단에 비해 부각되어 있다.
범ㆍ제석천은 정면을 향해 서 있고, 그 우측(향좌측)에는 금강저를 지니고 합장한 모습의 위태천이 범·제석천 쪽으로 약간 튼 채로 서 있다.
범ㆍ제석천은 녹색의 원형 두광을 각각 구비하고 있으나, 단색 신광은 2위 일체형으로 처리하고 있다. 범천은 왼손바닥으로 연꽃가지를 받쳐 들고 오른손은 가지를 살짝 잡고 있다. 반면 제석천은 합장한 모습이다.
범천과 제석천의 육신부는 백색이며, 육신선을 따라 엷은 주색으로 명암을 나타내었고, 육신선은 먹선 위에 엷은 주선을 겹쳐 표현하였다.
머리 위에 쓴 보관은 연꽃과 구슬장식으로 화려함을 더하고 있으며, 보발은 귀 뒤를 돌아 어깨 윤곽을 따라 흘러내리고 있으며 농묵을 발라 표현하였다.
얼굴은 약간 긴 장방형으로 눈은 작고, 상검선은 짙은 먹선으로 긋고, 백안을 백색으로 채색하고 눈머리와 눈꼬리를 바림 하였으며, 눈동자를 먹으로 둥글게 처리하였다. 입술은 주색을 바르고, 윗입술과 아랫입술의 경계는 채색하지 않아 육신색이 드러난다. 굵고 짧은 목에는 삼도를 표현하였다.
착의법은 치전장식이 있는 천부복식을 착용하였는데, 범천은 녹색 천의에 군청의 치전을 표현하였으며, 제석천은 주색 천의에 주황의 치전을 표현하였다. 위태천은 머리에 새 날개깃으로 장식된 화려한 투구를 머리에 쓰고, 합장하여 금강저를 받들고 서 있다.
육신부와 육신선·얼굴 표현 등은 범천·제석천과 동일하며, 몸에는 주색 갑옷을 걸치고 있다. 범·제석천과 위태천의 좌우에는 천동이 공양물이 담긴 盤을 받쳐 들고 서 있는데, 머리는 양 갈래로 말아 올렸고 육신부와 육신선 표현은 범천ㆍ제석천과 동일하다.
화면 하단에는 민머리에 투명한 천을 쓰고 군청색의 도포를 걸친 일궁천자와 머리 위에 경책을 얹은 관을 쓰고 주색 도포를 걸친 월궁천자가 있으며, 日月象을 盤에 담아 받쳐 들고 있다.
월궁천자의 좌측에는 원류관을 쓰고 짙은 녹색의 관복형의 옷을 입은 천부중 1위가 월궁천자와 시선을 마주하여 서 있고, 일궁천자의 우측에는 원류관을 쓰고 일궁천자를 향해 머리를 숙이고 있는 천부중과 머리에 경책을 얹은 관을 쓰고 녹색의 두루마리를 쥐고 일궁천자를 향해 있는 천부중이 서 있다.
그리고 향좌측 2위의 신중과 화면 가장 아래줄에 열을 지어 서 있는 5위의 신중상은 대개 주색이 섞인 백색에 육신선을 따라 주색으로 음영 처리하였으며, 육신선은 담주선으로 표현하였다.
신중상들은 무장형으로 다리를 약간 벌려 당당한 자세로 서 있으며, 부릅뜬 큰 눈과 꽉 다문 입의 표현 등에서 수호신으로서의 위용을 느낄 수 있다. 머리에는 각각 털모자나 관모형의 두건, 혹은 전립을 쓰고 있으며, 한쪽 손에는 장도나 장검을 쥐고 있다.
수염은 먹을 옅게 바른 후 그 위에 가는 먹선으로 긋거나, 혹은 가는 먹선과 백색선을 그어 표현한 경우가 있다. 착의는 모두 주색·군청·녹색의 袍를 걸치고 그 위에 천의를 둘렀으며, 하반신에는 일부 갑옷을 착용한 것이 확인된다.
화면 상단에는 녹색과 백색의 뭉게구름을 표현하였는데, 녹색 운문은 윤곽선을 따라 황색으로 바림하였고, 백색 운문은 윤곽선을 따라 주색으로 바림하였다.
전반적으로 주조색은 주색을 비롯하여 황색·녹색·군청·백색을 사용하고 있다. 그 외 범천의 보관, 위태천의 금강저와 투구의 꼭지 장식, 천동이 들고 있는 盤을 금색으로 표현하고 있다.
그리고 화면의 배면에 부착되었던 초본도 함께 전하고 있는데, 초본의 경우 먹선으로 도상의 윤곽들을 뚜렷하게 제시하고 있다. 규격은 완본과 거의 유사하며, 짙은 황색과 옅은 황색, 그리고 백색으로 채색되어 있다.

## 지정 사유
도상들의 섬세한 표현기법이 돋보이며, 초본이 함께 전하고 있어 중요한 자료적 가치를 지니고 있어 유형문화재로 지정한다.

## 참고 문헌
- 창원 정암사 신중도 및 초본 - 국가유산청 국가유산포털